# 新生命教會 (美國)
新生命教會（英語：New Life Church）是一個非教派的福音主義基督徒教堂，位於美國科羅拉多州科罗拉多斯普林斯。該教會有超過10,000位信徒。

## 外部連結
- Official Website of New Life Church （页面存档备份，存于）
- The World Prayer Center at New Life Church （页面存档备份，存于）
- The Worship Ministry at New Life Church （页面存档备份，存于）
- Max Blumenthal, The Nightmare of Christianity Archive.today的存檔，存档日期2013-01-05 The Nation (September 9, 2009)

38°59′33″N 104°47′44″W / 38.99250°N 104.79556°W